# Standseilbahn Sierre-Montana-Crans
| Ausweichstelle in Streckenmitte, talwärts (2006) |                         |                                               |                                |
| Fahrplanfeld: | 2225 (früher: 1225, 26) |                                               |                                |
| Streckenlänge: | 4.192 km                |                                               |                                |
| Spurweite: | 1400 mm                 |                                               |                                |
| Streckengeschwindigkeit: | 28,8 km/h               |                                               |                                |
| |                         |                                               |                                |
| Sierre/Siders–Montana Gare |                         |                                               |                                |
| \| \| \| Sierre/Siders (Simplonstrecke) \| \| \| \| 0.000 \| Sierre/Siders (funi) früher Sierre/Siders SMC \| 540 m ü. M. \| \| \| \| Venthône \| 817 m ü. M. \| \| \| 2.096 \| Koordinaten: 46° 18′ 14,8″ N, 7° 30′ 39,3″ O; CH1903: 605569 / 128081Ausweichstelle \| Koordinaten: 46° 18′ 14,8″ N, 7° 30′ 39,3″ O; CH1903: 605569 / 128081Ausweichstelle \| \| \| \| Bluche-Randogne \| 1263 m ü. M. \| \| \| 4.192 \| Montana Gare früher Montana-Vermala \| 1471 m ü. M. \| |                         |                                               |                                |
| Bahnhof quer |                         | Sierre/Siders (Simplonstrecke)                | Sierre/Siders (Simplonstrecke) |
| Kopfbahnhof Streckenanfang | 0.000                   | Sierre/Siders (funi) früher Sierre/Siders SMC | 540 m ü. M.                    |
| Haltepunkt / Haltestelle |                         | Venthône                                      | 817 m ü. M.                    |
| | 2.096                   | Ausweichstelle                                | Ausweichstelle                 |
| Haltepunkt / Haltestelle |                         | Bluche-Randogne                               | 1263 m ü. M.                   |
| Kopfbahnhof Streckenende | 4.192                   | Montana Gare früher Montana-Vermala           | 1471 m ü. M.                   |

Die Standseilbahn Sierre-Montana-Crans (SMC, früher Sierre-Montana-Vermala) ist mit 4192  m eine der längsten Standseilbahnen der Welt. Sie verbindet den Bahnhof Sierre/Siders mit dem Tourismusort Crans-Montana im Kanton Wallis, Schweiz.

## Geschichte
Die 1911 eröffnete Standseilbahn bestand ursprünglich aus zwei ca. 2000 m langen Sektionen. Zwischen den beiden eigenen Abschnitten existierte früher eine Umsteigestation zur jeweils anderen Seilbahn. Vom April 1997 bis Dezember 1997 wurden beide Standseilbahnen umgebaut und vereinigt, womit die Umsteigestation überflüssig war. Der Hauptgrund der Vereinigung beider Standseilbahnen ist die Fahrzeit: Mit zwei Seilbahnen dauerte eine Fahrt 30 Minuten, mit nur einer Bahn 12 Minuten.
Im Jahr 2022 wurde die Bahn vollständig erneuert und mit einem innovativen Energiespeicherkonzept ausgerüstet. Dies ermöglicht eine Taktfrequenz von 20 Minuten. Dabei wurde die Spurweite von 1000 auf 1400 mm erweitert.
Die Strecke wird durch die "Compagnie de Chemin de Fer et d’Autobus Sierre-Montana-Crans (SMC) SA" betrieben. Deren ursprünglicher Name war Société du chemin de fer funiculaire de Sierre à Montana-Vermala.

## Technische Daten
| Höhendifferenz    | 931 m                 |
| Mittlere Steigung | 48,4 %                |
| Weiche            | Abtsche Weiche        |
| Kapazität         | 50 Personen pro Wagen |